# Eucla Airport
Eucla Airport är en flygplats i Australien. Den ligger i kommunen Dundas och delstaten Western Australia, omkring 1 200 kilometer öster om delstatshuvudstaden Perth.
Trakten är glest befolkad.
Stäppklimat råder i trakten. Genomsnittlig årsnederbörd är 309 millimeter. Den regnigaste månaden är maj, med i genomsnitt 49 mm nederbörd, och den torraste är oktober, med 7 mm nederbörd.